# Істок (Лузький район)
Істо́к (рос. Исток) — присілок у складі Лузького району Кіровської області, Росія. Входить до складу Лальського міського поселення.
Населення становить 40 осіб (2010, 42 у 2002).
Національний склад станом на 2002 рік — росіяни 95 %.